# 紫盆花

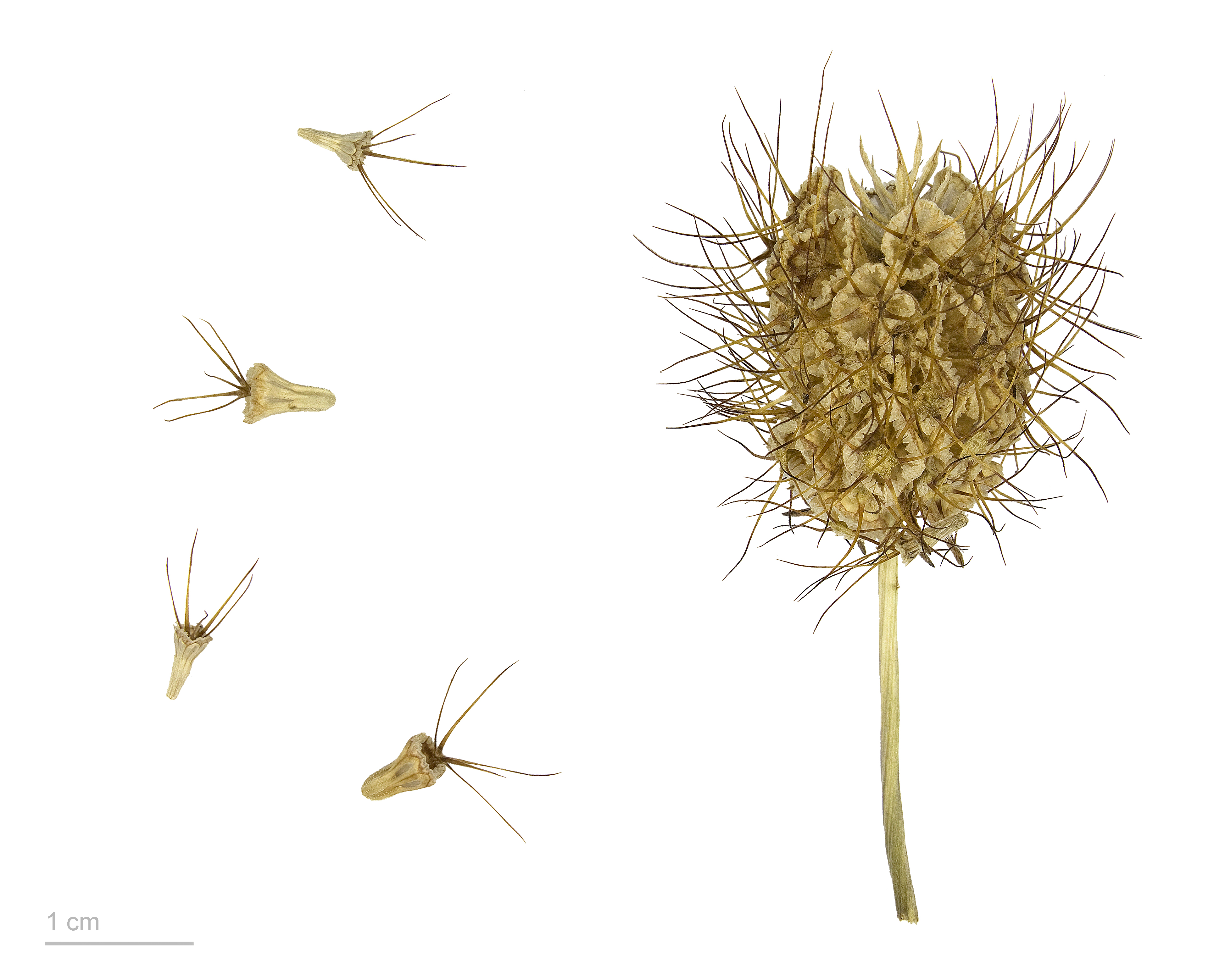
紫盆花 Scabiosa atropurpurea

紫盆花（學名：Scabiosa atropurpurea），又名洋冠筓花、洋冠笄花、西洋松虫草（日语：セイヨウマツムシソウ）、松虫草，为忍冬科山萝卜属下的一种一年生草本植物，高度在30-70厘米之間，叶片长圆形，羽状深裂至全裂，是歐洲較為常見的一種園藝植物。

## 备注
1. ↑  日语中“松虫草”指的是日本蓝盆花。

## 扩展阅读
- 維基物種上的相關：紫盆花